# أري فوغي
أري فوغي (باليابانية: 藤明里؛ بالكانا: ふじ あり) هي طيارة ومؤلفة يابانية، ولدت في 1968 في طوكيو في اليابان.